# Alexandre Millerand
Alexandre Millerand (10 de febrero de 1859 - 7 de abril de 1943) Abogado y político parisino, primer ministro del 20 de enero al 23 de septiembre de 1920 y presidente de Francia del 23 de septiembre de 1920 al 11 de junio de 1924. 

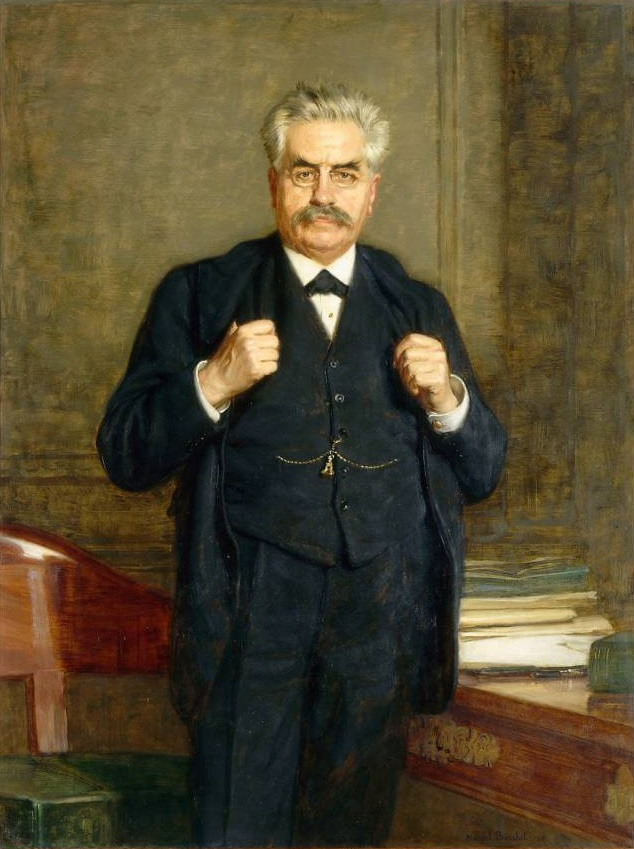
Alexandre Millerand

Empezó su carrera política en el entorno del Partido Radical de Georges Clemenceau, pero después se acercó al socialismo, llegando a ser ministro de Comercio e Industria en el gabinete del radical Pierre Waldeck-Rousseau entre 1899 y 1902, hecho que suscitó las críticas de contemporáneos franceses como Jules Guesde e incluso de la Segunda Internacional (por ejemplo de Rosa Luxemburgo), por considerar injustificada esta colaboración con gobiernos burgueses. Sin embargo, fue apoyado por Jean Jaurès. Su tendencia derechista le llevó a ser expulsado de la Sección Francesa de la Internacional Obrera en 1904 y posteriormente formó parte de varios gobiernos como independiente (Obras Públicas, 1909-1910, y Guerra, 1912-1913 y 1914-1915). La experiencia de la Gran Guerra, que vivió como ministro, sirvió -igual que en otros socialistas de la época- para completar su viraje hacia la derecha por la vía del patriotismo. En 1919 encabezó una coalición conservadora, el Bloque Nacional, con la que llegó a ser presidente de la República en 1920, tras unos meses como primer ministro y encargado de Asuntos Exteriores. Él y su primer ministro Raymond Poincaré promovieron la ocupación del Ruhr para obligar a Alemania a pagar las reparaciones de guerra. También impulsaron una política de rigor presupuestario que los hizo impopulares. En 1924, tras la victoria electoral de la izquierda, dimitió y abandonó la primera línea de la política francesa, ocupando un escaño en el senado.
| Predecesor: Paul Deschanel | Primer ministro de Francia enero-septiembre de 1920 | Sucesor: Georges Leygues |

| Predecesor: Paul Deschanel | Presidente de Francia 1920-1924 | Sucesor: Gaston Doumergue |

- Datos: Q274540
- Multimedia: Alexandre Millerand / Q274540